# Duncan Bravo
Duncan R. Bravo (* 20. August 1964 in den USA) ist ein US-amerikanischer Filmschauspieler.
Duncan Bravo spielt seit den 2000er Jahren regelmäßig in kleineren Rollen in Film und Fernsehen, so 2005 in der Serie Schatten der Leidenschaft oder 2009 als General im Actionfilm G.I. Joe – Geheimauftrag Cobra. In der Filmbiografie Jobs von 2013 spielte er „Zen Roshi“. In der Jugend-Sitcom Henry Danger wirkte er 2014 als Verkäufer „Mr. Gooch“ mit.
Insgesamt wirkte er in mehr als 45 Produktionen mit.

## Filmografie
- 1989: Beverly Hills Brats
- 2003: The Watermelon Heist
- 2005: Schatten der Leidenschaft (The Young and the Restless, Fernsehserie 4 Folgen)
- 2005: Looking for Comedy in the Muslim World
- 2009: G.I. Joe – Geheimauftrag Cobra (G.I. Joe: The Rise of Cobra)
- 2010: Expecting Mary
- 2011: The Price of Happiness (Fernsehfilm)
- 2011: How I Met Your Mother (Fernsehserie, eine Folge)
- 2012: Chasing Happiness
- 2013: Jobs
- 2014: Henry Danger (Fernsehserie, 12 Folgen)
- 2014: Anger Management (Fernsehserie, eine Folge)
- 2014: 2 Broke Girls (Fernsehserie, eine Folge)
- 2015: Extant (Fernsehserie, eine Folge)
- 2016: Eternal Salvation
- 2017: Broken Dreams Blvd
- 2021: Hacks (Fernsehserie, eine Folge)
- 2022: The Offer (Fernsehserie, eine Folge)